# Portage County (Ohio)
 For alternative betydninger, se Portage County. (Se også artikler, som begynder med Portage County)
Portage County er et county i den amerikanske delstat Ohio.  

## Demografi
Ifølge folketællingen fra 2000 boede der 152,061 personer i amtet. Der var 56,449 husstande med 39,175 familier. Befolkningstætheden var 119 personer pr. km². Befolkningens etniske sammensætning var som følger: 94.40% hvide, 3.18% afroamerikanere.
Der var 56,449 husstande, hvoraf 32.30% havde børn under 18 år boende. 55.60% var ægtepar, som boede sammen, 10.10% havde en enlig kvindelig forsøger som beboer, og 30.60% var ikke-familier. 23.30% af alle husstande bestod af enlige, og i 7.40% af tilfældene boede der en person som var 65 år eller ældre.
Gennemsnitsindkomsten for en husstand var $44,347 årligt, mens gennemsnitsindkomsten for en familie var på $52,820 årligt.